# Први снег (филм из 2020)
Први снег (познат и као Оаза сада; фин. Ensilumi) је фински драмски филм из 2020. који је написао и режирао финско-ирански филмски редитељ и сценариста Хамy Рамезан. Филм говори о породици иранског имигранта који живи у Финској и сталном страху породице од добијања негативне боравишне дозволе. У филму, између осталих, глуме Шахаб Хосеини и Лаура Бирн.

## Радња
Тринаестогодишњак Рамин Мехдипоур и његова породица из Ирана живе већ неко време у избегличком центру у Финској. Тек што Рамин почне да ужива у школском распусту, породица добија ужасне вести да им је захтев за азил одбијен. Подносе жалбу апелационом суду и настављају са свакодневним животом покушавајући да остану позитивни упркос претећој опасност од депортације. Рамин тада креће у нови разред и сваки моменат, свако ново пријатељство му је драгоценије него икад пре. Редитељ Хамy Рамезан је и сам био избеглица из Ирана пре 30 година и неколико година је живео у избегличком кампу на нашим просторима.

## Улоге
- Aran-Sina Keshvari
- Shabnam Ghorbani
- Kimiya Eskandari
- Laura Birn
- Niilo Airas
- Lumi Barrois
- Muhammed Cangore
- Kristiina Halkola
- Eero Melasniemi
- Vilho Rönkkönen

## Производња
Прича о породици Мехдипур која је приказана у филму заснована је на искуствима редитеља Хамија Рамезана пре 30 година, када је његова породица дошла у Финску да побегне од рата између Ирана и Ирака. Прилив избеглица у Европу из 2015. и јавна дебата која је уследила прогањали су Рамезана, а у тим менталним пејзажима млади редитељ је кренуо да припрема свој први играни филм. Прве верзије рукописа биле су пуне ноћних мора и мрачних у поређењу са оним што је завршило у коначној верзији.

## Награде и номинације
| Година | награда                                        | Категорија                                      | Номинован                                          | Резултат   |
| ------ | ---------------------------------------------- | ----------------------------------------------- | -------------------------------------------------- | ---------- |
| 2021.  | 11. међународни филмски фестивал у Пекингу     | Тиантан награда за најбољи филм                 | Хами Рамезан                                       | Номинација |
| 2021.  | 11. међународни филмски фестивал у Пекингу     | Тиантан награда за најбољу споредну мушку улогу | Shahab Hosseini                                    | Освојено   |
| 2021.  | 11. међународни филмски фестивал у Пекингу     | Тиантан награда за најбољу музику               | Tuomas Nikkinen                                    | Освојено   |
| 2021.  | Берлински међународни филмски фестивал         | Кристални медвед                                | Хами Рамезан                                       | Номинација |
| 2021.  | Међународни филмски фестивал Молодист у Кијеву | Scythian Deer                                   | Хами Рамезан                                       | Номинација |
| 2021.  | Награде Јуси                                   | Најбољи филм                                    | Jussi Rantamäki Emilia Haukka Elokuvayhtiö Oy Aamu | Номинација |
| 2021.  | Награде Јуси                                   | Најбољи режисер                                 | Хами Рамезан                                       | Номинација |
| 2021.  | Награде Јуси                                   | Најбољи главни глумац                           | Shahab Hosseini                                    | Освојено   |
| 2021.  | Награде Јуси                                   | Најбољи сценарио                                | Хами Рамезан                                       | Номинација |
| 2021.  | Награде Јуси                                   | Најбоља кинематографија                         | Arsen Sarkisiants                                  | Номинација |
| 2021.  | Награде Јуси                                   | Најбољи дизајн звука                            | Svante Colérus                                     | Номинација |